# ダス・シュヴァルツェ・コーア

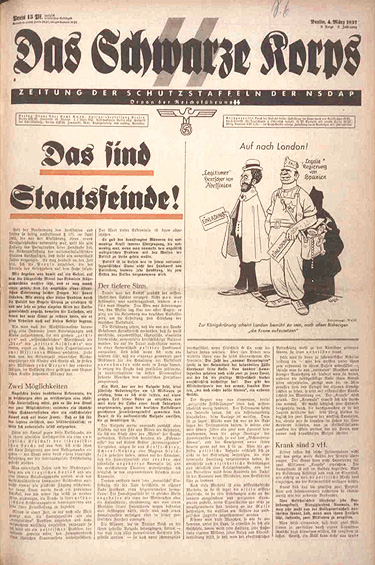
Das Schwarze Korps、大見出しは「これが国家の敵たちだ」（1937年）

『ダス・シュヴァルツェ・コーア』 (Das Schwarze Korps) は、ナチス親衛隊の機関紙。日本では「黒い軍団」と呼称される場合もある。
毎週水曜日に発行され、一般市販された。親衛隊隊員はこれを読み、他者にも勧めることとされていた。
新聞は親衛隊保安諜報部（SD）と密接に協力して発行され、実質的には保安諜報部が編集を支配した。読者からの投書は保安諜報部による検閲を受けた。紙上では特にカトリック教会やユダヤ人を激しく非難し、多くのグループと敵対した。一方で、国外メディアによるドイツ批判を紹介しこれに反論する記事や、親衛隊から見てナチ思想にそぐわないナチ高官に対する批評も掲載された。
編集長はグンター・ダルケン（de:Gunter d'Alquen）、発行者はフランツ・エーア出版社のマックス・アマンである。初版は1935年3月6日に発行され、発行部数は70,000部。同じ年の11月には発行部数200,000部、1944年には750,000部に達した。第二次世界大戦終結直前の1945年4月を以て発行を停止した。